# Camper Van Beethoven
Camper Van Beethoven est un groupe de rock alternatif américain, originaire de Santa Cruz et San Francisco, en Californie. Leur style musical mêle pop, ska, punk rock, folk, country alternative, et la world music. Le groupe se popularise initialement dans le punk hardcore californien avant de s'étendre vers un public plus large.

## Biographie

### Débuts (1983–1985)
Camper Van Beethoven est précédé par des groupes de garage basés à Redlands comme Sitting Duck et les Estonian Gauchos (avec le guitariste Johnny Hickman). Ces groupes comprennent les futurs membres de Camper Van Beethoven : le bassiste et le chanteur David Lowery, le guitariste et multi-instrumentaliste Chris Molla, et souvent le batteur Bill McDonald. Les Estonian Gauchos et une autre incarnation des Sitting Duck comprennent aussi le futur membre de Camper Van Beethoven : le bassiste Victor Krummenache.
À cette période, Lowery, Molla et Krummenacher étaient étudiants à l'Université de Californie de Santa Cruz.  Pendant les vacances d'été de 1983, Lowery et Molla reviennent à Redlands et forment un nouveau groupe, Camper Van Beethoven and the Border Patrol. Le groupe comprend Lowery, Molla, Krummenacher et McDonald, et d'autres musiciens comme David McDaniel, le joueur d'harmonica Mike Zorn et le violoniste Daniel Blume. Lowery, Molla et Krummenacher reviennent à leurs études à Santa Cruz, Lowery et Molla jouent de nouveau au sein de leur ancien groupe, Box O' Laffs. Après leur rencontre avec le violoniste, claviériste et guitariste Jonathan Segel, ils décident de reformer Camper Van Beethoven and the Border Patrol à Santa Cruz, avec le batteur Richie West remplaçant McDonald.

### Trois premiers albums (1985–1987)
En 1985, le groupe réduit son nom à Camper Van Beethoven, remplaçant West avec Anthony Guess, et enregistrent leur premier album, Telephone Free Landslide Victory. Il comprend un single à succès, Take the Skinheads Bowling, un autre plus modéré The Day that Lassie Went to the Moon, et une reprise country expérimentale de la chanson Wasted de  Black Flag . L'album comprend des paroles humoristiques, moquant le plus souvent la contreculture des années 1980 et des pistes instrumentales comprenant ska-beats et guitares influencées Europe de l'ouest, Mexique ou western spaghetti.
Peu après cette sortie, le guitariste Greg Lisher se joint au groupe. Le groupe enregistre ensuite une première session de quelques chansons. Guess part peu après, laissant Lowery et Molla brièvement à la batterie. Cette incarnation enregistre d'autres chansons avec Molla à la batterie. À la fin des sessions, en 1986, le batteur Chris Pedersen est recruté.
Leur deuxième album, II and III, vient de leurs deux premières sessions d'enregistrement. Segel joue de la mandoline, de la sitar et du violon, et Molla joue de la pédale sur certaines chansons. Il suit de leur troisième album, l'éponyme Camper Van Beethoven qui se caractérise par du banjo et fait participer le guitariste Eugene Chadbourne à leur reprise de la chanson Interstellar Overdrive de Pink Floyd et à quelques autres chansons.
Molla quitte Camper Van Beethoven après la tournée pour le troisième, réduisant le groupe à un quintette composé de Lowery, Krummenacher, Segel, Lisher, et Pedersen. L'EP Vampire Can Mating Oven est publié en novembre 1987.

### Période Virgin Records (1987–1990)
En 1987, le groupe signe avec Virgin Records. Ils publient leur quatrième album Our Beloved Revolutionary Sweetheart. L'album se concentre plus sur le son psychédélique. Il est suivi par une longue tournée, et par les préparatifs du prochain album.  À cause de tensions internes, Segel quitte le groupe pendant les répétitions. Écrit en quatuor, l'album qui en résulte, Key Lime Pie, fait participer Don Lax au violon, avant son remplacement par la violoniste Morgan Fichter (du groupe Harm Farm).  Fichter jouera sur deux chansons. David Immerglück (des Ophelias et Monks of Doom) se joint au groupe en 1990. Ils se séparent en avril 1990 après un concert à Örebro, en Suède.

### Retour (1999–2004)
En 1999, Lowery, Segel, et Krummenacher se réunissent en studio pour assembler Camper Van Beethoven Is Dead. Long Live Camper Van Beethoven, qui comprend de nouvelles chansons. En 2002, le groupe joue son premier concert en douze ans. Avec Lowery, Segel, Krummenacher et Lisher, deux dates sont organisées à New York avec Immerglück et deux membres du groupe Cracker, le batteur Frank Funaro et le claviériste Kenny Margolis. Toujours en 2002, ils publient le double-album Tusk.
Le groupe publie ensuite Cigarettes and Carrot Juice: The Santa Cruz Years, un coffret de cinq disques qui comprend leurs trois premiers albums live, Camper Vantiquities.

## Membres

### Membres actuels
- David Lowery - guitare, chant (1983–1990, depuis 1999)
- Victor Krummenacher - basse (1983–1990, depuis 1999)
- Jonathan Segel - claviers, guitare, violon (1984–1989, depuis 1999)
- Greg Lisher - guitare (1985–1990,  depuis 1999)
- Chris Pedersen – batterie, chœurs (1986–1990, 2004, depuis 2015)

### Anciens membres
- Chris Molla – guitare, pédale, claviers, batterie, chant (1983–1986, 2002–2004)
- David McDaniel – guitare (1983–1984)
- Bill McDonald – batterie (1983–1984)
- Mike Zorn – harmonica (1983–1984)
- Daniel Blume – violon (1983–1984)
- Richie West – batterie (1984)
- Anthony Guess – batterie (1985)
- Eugene Chadbourne – guitare, banjo (1986, sessions en studio)
- Don Lax – violon (1989, sessions en studio)
- Morgan Fichter – violon, chant (1989–1990)
- Frank Funaro – batterie chœurs (2000–2004 comme invité, 2004–2013 comme membre, principalement pour les concerts)
- Kenny Margolis – claviers, accordéon (2000–2006)

## Discographie

### Albums studio
- 1985 : Telephone Free Landslide Victory
- 1985 : II and III
- 1986 : Camper Van Beethoven
- 1988 : Our Beloved Revolutionary Sweetheart
- 1989 : Key Lime Pie
- 2002 : Tusk
- 2004 : New Roman Times
- 2013 : La Costa perdida
- 2014 : El Camino real

### EP
- 1986 : Take The Skinheads Bowling
- 1987 : Vampire Can Mating Oven
- 1988 : Turquoise Jewelry

### Compilations et autres
- 1993 : The Virgin Years (par Camper Van Beethoven et Cracker)
- 1993 : Camper Vantiquities (compilation de raretés et d'inédits)
- 2000 : Camper Van Beethoven Is Dead. Long Live Camper Van Beethoven (compilation de raretés et d'inédits)
- 2002 : Cigarettes and Carrot Juice: The Santa Cruz Years (coffret)
- 2004 : In the Mouth of the Crocodile - Live in Seattle (album live)
- 2005 : Discotheque CVB: Live In Chicago (album live)
- 2005 : Look at All the Love We Found (album hommage)